# Ajuntament i font (Bellcaire d'Urgell)
Ajuntament i font és un conjunt de Bellcaire d'Urgell (Noguera) que forma part de l'Inventari del Patrimoni Arquitectònic de Catalunya.

## Descripció
Edifici de caràcter civil realitzat amb pedra, fusta i totxo. La façana de l'Ajuntament ens presenta dos pisos (planta baixa amb porxos i balcó corregut al primer pis) i rematada per terrassa i cos amb arquets de mig punt a manera de badius per sota dels òculs i cornisa sinuosa. L'interior es troba molt modificat i s'han fet diferents reformes al llarg dels anys. Al mig de la plaça on trobem l'Ajuntament hi ha una font de factura barroca amb bassa sinuosa i pilar octogonal. La font es troba rematada per una farola.

## Història
Aquest edifici fou construït durant el segle xviii, a partir d'aquesta data fins als nostres dies s'han fet diverses reformes, tot pagat pel poble. Dins d'aquest edifici no hi ha tan sols les dependències de l'Ajuntament, també podem trobar les oficines d'algunes entitats locals: Comarca Agrària.